# Бактак
Бактак, Беґташ або Бекташ (*бл. 1092 —після 1107) — малік (зазвичай відомий як емір) Дамаску в вересні-жовтні 1104 року. Повне ім'я Мухі ад-Дін бактак бен Тутуш .

## Життєпис
Походив з династії Сельджукидів. Молодший син султана Тутуша I. Народився близько 1092 року. Після загибелі батька у 1095 році розпочалася боротьба між старшими братами Радваном і Дукаком. Того ж року останній захопив Дамаск. Як можливого претендента відправив Бактака до містечка Баальбек.
У 1104 році після смерті Дукака фактичну владу отримав атабек Тугтегін. На початку вересня того ж року він повалив малого еміра Тутуша II, замість якого запросив на трон Бактак. За низкою відомостей він став еміром 17 вересня. Втім, уже у жовтні погиркався з Тугтегіном та втік до міста Бусра. Тому було повернуто на трон Тутуша II.
У Бусрі Бактак деякий час перебував як незалежний володар. Втім через деякий час вимушений був тікати до короля Балдуїна I, який обіцяв Бактаку відновлення на троні Дамаску. Втім це не було зроблено. Зрештою й той засів у фортеці ар-Рахба, де війська Тугтегіна його захопили у жовтні 1107 року. Слідом за цим Бактака було відправлено до Ісфагану. Подальша доля невідома, ймовірно невдовзі помер у в'язниці.